# Анабаси
Анабасите (Anabas) са род актиноптери от семейство Анабасови (Anabantidae).
Таксонът е описан за пръв път от Иполит Клоке през 1816 година.

## Видове
- Anabas cobojius
- Anabas testudineus – Анабас